# Lepidagathis
- Commons
- Wikispecies

Lepidagathis Willd., segundo o Sistema APG II, é um gênero botânico da família Acanthaceae.

## Sinonímia
- Apolepsis  (Blume) Hassk.
- Lindauea Rendle
- Volkensiophyton Lindau

## Espécies
- Lepidagathis acicularis
- Lepidagathis alopecuroides
- Lepidagathis amaranthoides
- Lepidagathis ampliata
- Lepidagathis andersoniana
- «Lista das espécies»

## Nome e referências
Lepidagathis Willdenow, 1800

## Classificação do gênero
| Sistema | Classificação                       | Referência            |
| ------- | ----------------------------------- | --------------------- |
| APG II  | Ordem Lamiales, família Acanthaceae | APweb, versão 9, 2008 |